# Jaime Peters
Jaime Peters (Pickering, 4 mei 1987) is een Canadees voetballer, die als middenvelder speelt.

## Clubcarrière
Peters speelde tussen 2003 en 2005 voor het tweede elftal van de Duitse voetbalclub 1. FC Kaiserslautern. Tussen 2006 en 2007 speelde hij voor de Championship-club Ipswich Town 41 wedstrijden, waarin hij twee keer scoorde. Hij komt sinds 2008 uit voor Yeovil Town, waar hij tot en met seizoen 2007/2008 veertien wedstrijden speelde en één keer scoorde.

## Interlandcarrière
Peters komt sinds 2004 uit voor de nationale ploeg van Canada.